# Maggie Steffens
Pour les articles homonymes, voir Steffens.
Maggie Steffens, née le 3 ou 4 juin 1993 à Danville (Californie), est une joueuse américaine de water-polo. Elle a remporté la médaille d'or aux Jeux olympiques d'été de 2012, de 2016 et de 2020. Elle a aussi remporté les Jeux panaméricains de 2011. Sa sœur Jessica Steffens est également membre de l'équipe des États-Unis.
Elle est nommée joueuse de water-polo de l'année par la FINA en 2012 et 2014.

## Palmarès
- Jeux olympiques d'été de 2012 à Londres ( Royaume-Uni)
  -  médaille d'or au tournoi olympique

- Jeux panaméricains de 2011 à Guadalajara ( Mexique)
  -  médaille d'or au tournoi panaméricain